# O notacija
O notacija (tudi notacija veliki O) se v matematiki  uporablja za opisovanje limitnega obnašanja funkcije, ko argument gre proti določeni vrednosti ali neskončnosti. Ta notacija pripada večji družini notacij, ki jih imenujemo Landauova notacija, Bachmann-Landauova notacija (imenovana po Edmundu Landau (1877 – 1938) in Paulu Bachmannu (1837 - 1920)) ali asimptotska notacija.
V računalništvu se notacija O uporablja za razvrščanje algoritmov po tem kako se odzivajo na spremembe v velikosti vhoda.   

## Definicija
Naj bosta f(x) in g(x) dve funkciji, ki sta definirani nad neko podmnožico realnih števil. Lahko zapišemo :
{\displaystyle f(x)=O(g(x)){\text{ ko gre }}x\to \infty \,}
Če in samo, če obstoja pozitivna konstanta M tako, da je za vse dovolj velike vrednosti x , je f(x) kvečjemu z M pomnožen z g(x) v  absolutno vrednost. To je  f(x) = O(g(x)) samo, če in samo če obstoja pozitivno realno število M in realno število x0, da velja
{\displaystyle |f(x)|\leq \;M|g(x)|{\text{ za vse }}x>x_{0}}.
V mnogih primerih je predpostavka, da nas zanima samo stopnja rasti ko gre x proti neskončnosti, neveljavna. Običajno zapišemo f(x) = O(g(x)). 
Označevanje se lahko uporabi za prikaz obnašanja funkcije f blizu nekega realnega števila (pogosto okoli a=0). Lahko zapišemo, da je
{\displaystyle f(x)=O(g(x)){\text{ kadar gre }}x\to a\,}
če in samo, če obstoja takšni pozitivni števili δ in M, da velja
{\displaystyle |f(x)|\leq \;M|g(x)|{\text{ za }}|x-a|<\delta }.
Če je g(x) neničelen za vrednosti dovolj blizu vrednosti a se lahko obe od teh definicij združita z uporabo zgornje in spodnje limite 
{\displaystyle f(x)=O(g(x)){\text{ kadar gre }}x\to a\,}
če in samo, če je
{\displaystyle \limsup _{x\to a}\left|{\frac {f(x)}{g(x)}}\right|<\infty }.

## Skupina Bachmann-Landauovih notacij
| notacija                              | ime                                 | opis                                                                                            | definicija: za dovolj velike {\displaystyle n}...                                            | definicija | opombe |
| ------------------------------------- | ----------------------------------- | ----------------------------------------------------------------------------------------------- | -------------------------------------------------------------------------------------------- | --- | --- |
| {\displaystyle f(n)\in O(g(n))}       | veliki omikron; veliki O; veliki Oh | {\displaystyle f} je omejena zgoraj z {\displaystyle g} (do konstantnega faktorja) asimptotično | {\displaystyle \|f(n)\|\leq g(n)\cdot k} za neki k                                           | {\displaystyle \exists k>0\;\exists n_{0}\;\forall n>n_{0}\;\|f(n)\|\leq \|g(n)\cdot k\|} ali {\displaystyle \exists k>0\;\exists n_{0}\;\forall n>n_{0}\;f(n)\leq g(n)\cdot k} | |
| {\displaystyle f(n)\in \omega (g(n))} | veliki omega                        | {\displaystyle f} je omejen spodaj z {\displaystyle g} (do konstatnega faktorja) asimptotično   | {\displaystyle f(n)\geq g(n)\cdot k} za pozitivni k                                          | {\displaystyle \exists k>0\;\exists n_{0}\;\forall n>n_{0}\;g(n)\cdot k\leq f(n)}                                                                                               | od začetka 20. stoletja so dokumenti o teoriji števil so stalno bolj uporabljali to notacijo, vendar z občutkom, da je f = o(g) napačno. |
| {\displaystyle f(n)\in \theta (g(n))} | veliki theta                        | {\displaystyle f} je omejen zgoraj in spodaj z {\displaystyle g} asimptotično                   | {\displaystyle g(n)\cdot k_{1}\leq f(n)\leq g(n)\cdot k_{2}} za neki pozitivni k1, k2        | {\displaystyle \exists k_{1}>0\;\exists k_{2}>0\;\exists n_{0}\;\forall n>n_{0}} {\displaystyle g(n)\cdot k_{1}\leq f(n)\leq g(n)\cdot k_{2}}                                   | |
| {\displaystyle f(n)\in o(g(n))}       | mali omikron; mali O; mali Oh       | {\displaystyle f} prevladuje {\displaystyle g} asimptotično                                     | {\displaystyle \|f(n)\|\leq \|g(n)\|\cdot \varepsilon } za vsak {\displaystyle \varepsilon } | {\displaystyle \forall \varepsilon >0\;\exists n_{0}\;\forall n>n_{0}\;\|f(n)\|\leq \|g(n)\cdot \varepsilon \|}                                                                 | |
| {\displaystyle f(n)\in \omega (g(n))} | mali omega                          | {\displaystyle f} prevladuje {\displaystyle g} asimptotsko                                      | {\displaystyle f(n)\geq g(n)\cdot k} za vsak k                                               | {\displaystyle \forall k>0\;\exists n_{0}\;\forall n>n_{0}\;g(n)\cdot k<f(n)}                                                                                                   | |
| {\displaystyle f(n)\sim g(n)\!}       | On the order of                     | {\displaystyle f} je enak {\displaystyle g} asimptotsko                                         | {\displaystyle f(n)/g(n)\to 1}                                                               | {\displaystyle \forall \varepsilon >0\;\exists n_{0}\;\forall n>n_{0}\;\left\|{f(n) \over g(n)}-1\right\|<\varepsilon }                                                         | |

Bachmann–Landauova notacija uporablja nekaj mnemotehnik. Tako lahko preberemo "omikron" kot "o-mikron" in "omega" lahko preberemo kot "o-mega". 
- mnemotehnika za  o-micron:  Čitanje o-mikron  {\displaystyle f(n)\in O(g(n))} in {\displaystyle f(n)\in o(g(n))}  si lahko mislimo kot "O-manjši kot" in "o-manjši kot".  Ta mnemotehnika micro/manjši  se nanaša na dovolj velik vhodni parameter ali parametre,   {\displaystyle f} raste po stopnji, ki je manjša  kot {\displaystyle cg} glede na {\displaystyle g\in O(f)} or {\displaystyle g\in o(f)}.
- mnemotehnika za o-mega :  Čitanje o-mega {\displaystyle f(n)\in \Omega (g(n))} in {\displaystyle f(n)\in \omega (g(n))} si lahko mislimo kot "O-večji kot".  Ta mnemotehnika  mega/večji: se nanaša na dovolj velik vhodni parameter ali parametre, {\displaystyle f} raste po stopnji, ki je večja kot {\displaystyle cg} glede na {\displaystyle g\in \Omega (f)} ali {\displaystyle g\in \omega (f)}.
- mnemotehnika za zgornji znak: Ta mnemotehnika nas spominja na to, kdaj uporabimo zgornje grške črke v {\displaystyle f(n)\in O(g(n))} in {\displaystyle f(n)\in \Omega (g(n))}:  za dovolj velik vhodni parameter ali parametre, {\displaystyle f} raste po stopnji, ki bi lahko bila enaka z {\displaystyle cg} glede na {\displaystyle g\in O(f)}.
- mnemotehnika za spodnji znak: Ta mnemotehnika nas spominja na to, kdaj moramo uporabiti male grške črke v {\displaystyle f(n)\in o(g(n))} in {\displaystyle f(n)\in \omega (g(n))}:  za dovolj velik vhodni parameter ali parametre, {\displaystyle f} raste po stopnji, ki je  neenaka z {\displaystyle cg} glede na {\displaystyle g\in O(f)}.

Razen notacije O se v računalništvu uporablja še notacija z velikim teta (Θ) in velikim omega (Ω) . V računalništvu pa se zelo redko uporablja notacija z uporabo malega omega (ω).